# Миллервилл (город, Миннесота)
Миллервилл (англ. Millerville) — город в округе Дуглас, штат Миннесота, США. На площади 2,3 км² (2,3 км² — суша, водоёмов нет), согласно переписи 2002 года, проживают 115 человек. Плотность населения составляет 50,9 чел./км².
- FIPS-код города — 27-42254[1]
- GNIS-идентификатор — 0647885[2]